# Helm AG
Helm AG er en tysk kemihandelsvirksomhed med hovedkvarter i Hamborg. De handler kemi, plantebeskyttelse, kunstgødning og medicin. Helm har ca. 100 afdelinger i 30 lande.

## Historie
Handelsmanden Karl Otto Helm grundlagde i 1900 virksomheden Karl O. Helm som en import- og eksportvirksomhed. I 1950 overtog Hermann Schnabel virkomheden og opbyggende virksomheden med specialisering i kemihandel.